# Avy
Avy és un municipi francès situat al departament del Charente Marítim i a la regió de la Nova Aquitània. L'any 2007 tenia 472 habitants.

## Demografia

### Població
El 2007 la població de fet d'Avy era de 472 persones. Hi havia 204 famílies de les quals 40 eren unipersonals (36 homes vivint sols i 4 dones vivint soles), 84 parelles sense fills, 68 parelles amb fills i 12 famílies monoparentals amb fills.
La població ha evolucionat segons el següent gràfic:
Habitants censats

### Habitatges
El 2007 hi havia 223 habitatges, 201 eren l'habitatge principal de la família, 14 eren segones residències i 8 estaven desocupats. 215 eren cases i 8 eren apartaments. Dels 201 habitatges principals, 166 estaven ocupats pels seus propietaris, 26 estaven llogats i ocupats pels llogaters i 9 estaven cedits a títol gratuït; 1 tenia una cambra, 2 en tenien dues, 29 en tenien tres, 64 en tenien quatre i 105 en tenien cinc o més. 173 habitatges disposaven pel capbaix d'una plaça de pàrquing. A 72 habitatges hi havia un automòbil i a 110 n'hi havia dos o més.

### Piràmide de població
La piràmide de població per edats i sexe el 2009 era:
| Homes | Edats   | Dones |
| ----- | ------- | ----- |
| 0     | 95 o +  | 0     |
| 0     | 90 a 94 | 4     |
| 4     | 85 a 89 | 12    |
| 0     | 80 a 84 | 8     |
| 12    | 75 a 79 | 12    |
| 8     | 70 a 74 | 8     |
| 8     | 65 a 69 | 0     |
| 12    | 60 a 64 | 16    |
| 12    | 55 a 59 | 8     |
| 20    | 50 a 54 | 16    |
| 12    | 45 a 49 | 28    |
| 20    | 40 a 44 | 32    |
| 8     | 35 a 39 | 16    |
| 12    | 30 a 34 | 16    |
| 16    | 25 a 29 | 12    |
| 4     | 20 a 24 | 8     |
| 20    | 15 a 19 | 16    |
| 16    | 10 a 14 | 16    |
| 20    | 5 a 9   | 8     |
| 0     | 0 a 4   | 8     |

## Economia
El 2007 la població en edat de treballar era de 329 persones, 236 eren actives i 93 eren inactives. De les 236 persones actives 217 estaven ocupades (115 homes i 102 dones) i 19 estaven aturades (6 homes i 13 dones). De les 93 persones inactives 47 estaven jubilades, 27 estaven estudiant i 19 estaven classificades com a «altres inactius».

### Ingressos
El 2009 a Avy hi havia 198 unitats fiscals que integraven 479,5 persones, la mediana anual d'ingressos fiscals per persona era de 15.655 €.

### Activitats econòmiques
Dels 13 establiments que hi havia el 2007, 1 era d'una empresa de fabricació d'altres productes industrials, 5 d'empreses de construcció, 1 d'una empresa de comerç i reparació d'automòbils, 1 d'una empresa de transport, 1 d'una empresa financera, 2 d'empreses immobiliàries i 2 d'entitats de l'administració pública.
Dels 3 establiments de servei als particulars que hi havia el 2009, 1 era un guixaire pintor, 1 fusteria i 1 electricista.
L'any 2000 a Avy hi havia 14 explotacions agrícoles.

## Equipaments sanitaris i escolars
El 2009 hi havia una escola elemental integrada dins d'un grup escolar amb les comunes properes formant una escola dispersa.

## Poblacions més properes
El següent diagrama mostra les poblacions més properes.